# Isoperla petersoni
Isoperla petersoni és una espècie d'insecte plecòpter pertanyent a la família dels perlòdids.

## Hàbitat
En el seu estadi immadur és aquàtic i viu a l'aigua dolça, mentre que com a adult és terrestre i volador (des de finals del maig fins al novembre).

## Distribució geogràfica
Es troba a Nord-amèrica: el Canadà (Alberta, la Colúmbia Britànica, Saskatchewan i Yukon) i els Estats Units (Alaska, Colorado, Idaho, Montana, Utah, Washington i Wyoming).